# Arboa
Arboa je rod iz porodice Passifloraceae.
Vrste koje pripadaju ovom rodu su Arboa berneriana i Arboa integrifolia (The Plant List), te Arboa antsingyae i Arboa madagascariensis (Botanički vrt Missouri).